# Charles Herbert Best
Charles Herbert Best, CBE (1899 — 1978) foi um fisiologista canadense. Foi figura de destaque nas pesquisas sobre sangue e diabetes, assistente de Frederick Grant Banting na descoberta da insulina, em 1921.

## Co-descoberta da insulina

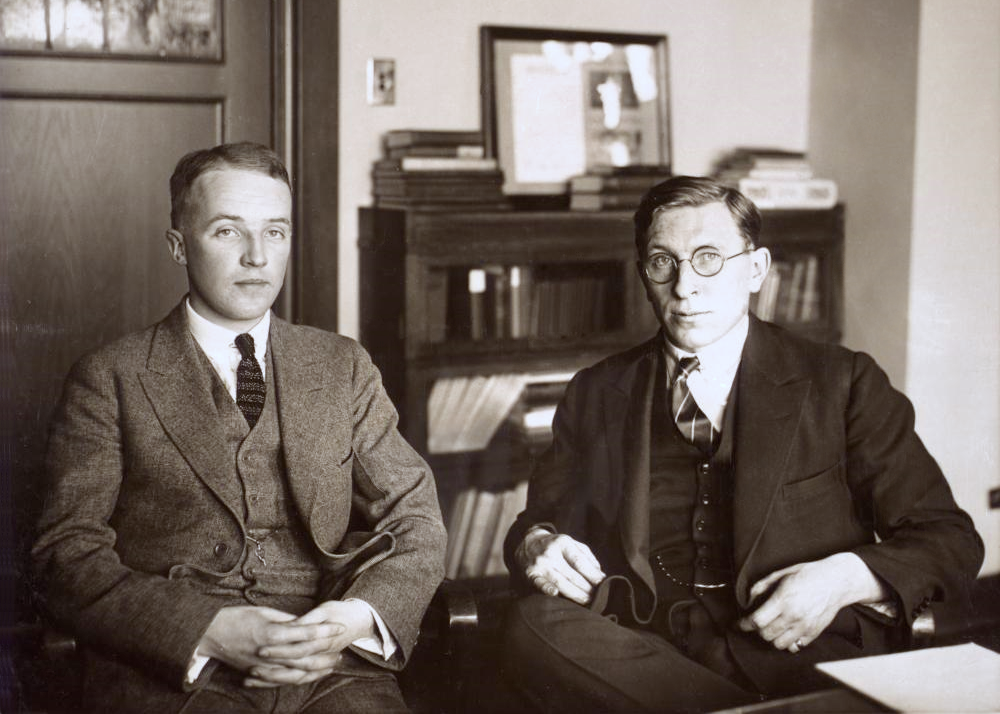
Charles H. Best e Frederick Banting, ca. 1924. The Discovery and Early Development of Insulin Digital Collection, Toronto

Best mudou-se em 1915 para Toronto, Ontario, onde começou a estudar para um bacharelado em artes na University College, University of Toronto. Em 1918, ele se alistou no Exército Canadense servindo com o 2º Batalhão de Tanques Canadense. Após a guerra, ele completou sua licenciatura em fisiologia e bioquímica.
Aos 22 anos, estudante de medicina na Universidade de Toronto, trabalhou como assistente do cirurgião Dr. Frederick Banting e contribuiu para a descoberta do hormônio pancreático insulina, que levou a um tratamento eficaz para o diabetes. Na primavera de 1921, Banting viajou para Toronto para visitar J.J.R. Macleod, professor de fisiologia da Universidade de Toronto, e perguntou a Macleod se ele poderia usar seu laboratório para isolar extratos pancreáticos de cães. Macleod estava inicialmente cético, mas acabou concordando antes de sair de férias para o verão. Antes de partir para a Escócia, ele forneceu a Banting dez cães para experimentos e dois estudantes de medicina, Charles Best e Edward Clark Noble, como assistentes de laboratório.
Foi relatado que Best and Noble jogou uma moeda para ver quem ajudaria Banting durante o primeiro período de quatro semanas. De acordo com Best, no entanto, este foi o produto da imaginação de um jornalista, ou "ficção jornalística".
MacLeod estava supervisionando o trabalho de Banting, que não tinha experiência em fisiologia, e seu assistente Best. Em dezembro de 1921, quando Banting e Best estavam tendo dificuldades em refinar o extrato pancreático e monitorar os níveis de glicose, MacLeod designou o bioquímico James Collip para a equipe. Em janeiro de 1922, enquanto Collip trabalhava na purificação da insulina, Best e Banting administraram prematuramente seus extratos pancreáticos a Leonard Thompson, de 14 anos, que sofreu uma grave reação alérgica. Eventualmente, Collip conseguiu preparar insulina em uma forma mais pura e utilizável. Banting, Best e Collip compartilharam a patente da insulina, que venderam para a Universidade de Toronto por um dólar.

Em 1923, o Comitê do Prêmio Nobel honrou Banting e J. J. R. Macleod com o Prêmio Nobel de Medicina pela descoberta da insulina, ignorando Best e Collip. Banting escolheu dividir metade do prêmio em dinheiro com Best. A principal contribuição de Collip foi reconhecida no discurso Nobel de MacLeod, que também deu metade de seu prêmio em dinheiro para Collip. Em 1972, a Fundação Nobel admitiu oficialmente que a omissão de Best foi um erro. Na verdade, Best não foi considerado porque nunca foi indicado. A indicação para o Prêmio Nobel só pode ser feita por certos indivíduos, incluindo ex-recipientes do Prêmio, e seu papel central junto com Banting simplesmente não era conhecido por aqueles que tinham a capacidade de fazer indicações. Best foi posteriormente indicado para o Prêmio Nobel de Fisiologia de 1950 com base em seu trabalho sobre colina e heparina. 

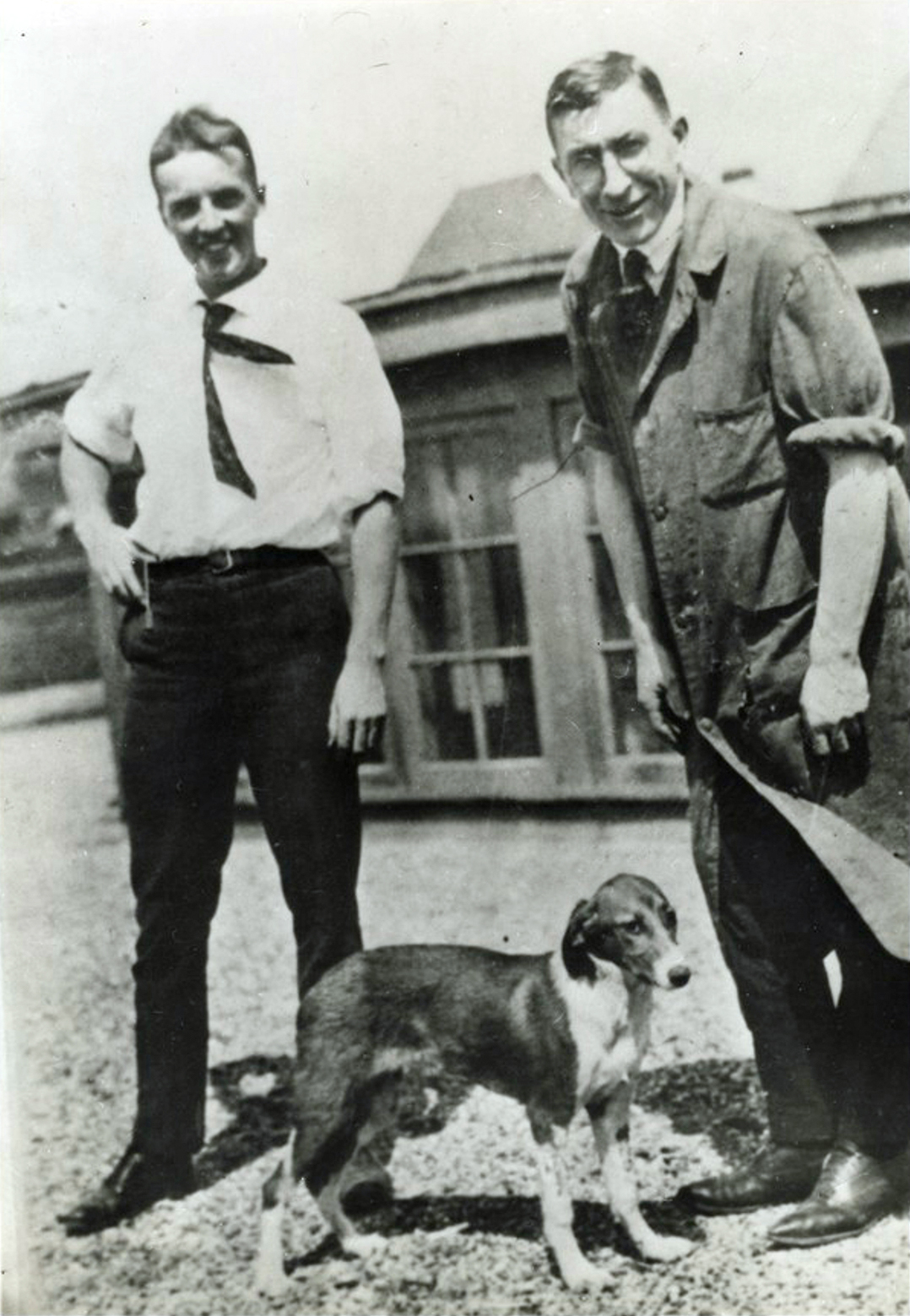
Dr. Charles Best (esquerda), Sir Frederick Banting (direita) e Toto (centro)